# 让-朗贝尔·塔利安
让-朗贝尔·塔利安（法語：Jean Lambert Tallien，法語發音：[ʒɑ̃ lɑ̃bɛʁ taljɛ̃]；1767年1月23日—1820年11月16日），法国大革命时期政治人物。尽管他最初是恐怖时期的活跃人物，但他最终与领导人马克西米连·罗伯斯庇尔发生了冲突，并且是导致罗伯斯庇尔倒台及结束恐怖时期的热月政变的关键人物之一。